# 신안경찰서
신안경찰서(新安警察署, Sinan Police Station)는 전라남도경찰청이 관할하는 경찰서 중 하나이다. 전라남도 신안군에 있다.
서장은 총경으로 보한다.

## 기본 정보
- 주소: 전라남도 신안군 암태면 승봉로 11-3
- 우편번호: 58836

## 관할 파출소 및 지구대
신안경찰서는 몇 개의 파출소를 산하에 두고 있다.
| 흑산파출소 |  | 신안군 흑산면 예리1길 80-4   | 흑산면 일부 |  |
| 하의파출소 |  | 신안군 하의면 곰실길 19      | 하의면      |  |
| 안좌파출소 |  | 신안군 안좌면 안좌동부길 832 | 안좌면      |  |
| 팔금파출소 |  | 신안군 팔금면 탑목개길 149   | 팔금면      |  |
| 지도파출소 |  | 신안군 지도읍 읍내길 79      | 지도읍      |  |
| 압해파출소 |  | 신안군 압해면 압해로 864     | 압해면      |  |
| 비금파출소 |  | 신안군 비금면 읍동길 35      | 비금면      |  |
| 도초파출소 |  | 신안군 도초면 서남문로 1523  | 도초면      |  |
| 장산파출소 |  | 신안군 장산면 장산로 365     | 장산면      |  |
| 임자파출소 |  | 신안군 임자면 진리길 1       | 임자면      |  |
| 자은파출소 |  | 신안군 자은면 구영2길 71     | 자은면      |  |
| 가거파출소 |  | 신안군 흑산면 가거도길 38-1  | 흑산면 일부 |  |
| 암태파출소 |  | 신안군 암대면 중부로 1827-2  | 암태면      |  |
| 증도파출소 |  | 신안군 증도면 문중경길 208   | 증도면      |  |
| 신의파출소 |  | 신안군 신의면 상동길 31      | 신의면      |  |

## 같이 보기
- 전라남도경찰청